# Exomalopsis pueblana
Exomalopsis pueblana är en biart som beskrevs av Timberlake 1980. Exomalopsis pueblana ingår i släktet Exomalopsis och familjen långtungebin. Inga underarter finns listade i Catalogue of Life.